# Renault R26
Der Renault R26 ist der 17. Formel-1-Rennwagen von Renault und kam in allen 18 Saisonrennen der Formel-1-Weltmeisterschaft 2006 zum Einsatz. Das Getriebe und der RS26-V8-Motor sind Eigenkonstruktionen von Renault.

## Technik und Entwicklung
Gemäß den Reglementänderungen für die Saison 2006 wurde der neue Bolide erstmals durch die neuen Achtzylindermotoren mit maximal 2,4 Liter Hubraum angetrieben und nicht durch die Zehnzylinder mit 3,0 Liter Hubraum aus den Vorjahren.
Wie schon im Jahr 2005 setzte Renault auch 2006 wieder auf einen Schwingungsdämpfer in der Fahrzeugnase. 2006 wurde das System jedoch um einen Dämpfer im Heck erweitert. Der R26 wurde um die Massedämpfer herum gebaut. Das Fahrwerk war speziell abgestimmt, die Aerodynamik extrem ausgelegt und die Gewichtsverteilung der zusätzlichen Masse angepasst. Die Dämpfer sorgten dafür, das Auto beim Ein- und Ausfedern zu beruhigen. Das hielt die Aerodynamik effizienter im optimalen Fenster und reduzierte den Reifenverschleiß. Dies brachte den Fahrzeugen einen Zeitvorteil von bis zu 0,3 Sekunden pro Runde. Die Auswirkungen der Dämpfer waren besonders gut zu erkennen, wenn ein Fahrer von der Strecke abkam und durchs Kiesbett fuhr. Während bei Fahrzeugen der anderen Teams ein deutliches Wackeln zu erkennen war, lag der R26 auch im holprigen Kiesbett vergleichsweise ruhig. Über die Legalität dieses System wurde lange Zeit diskutiert. 2005 stufte die FIA das System als legal ein. Im Juli 2006 teile die FIA jedoch mit, dass es sich bei den Dämpfern um ein bewegliches aerodynamisches Teil handele und daher verboten sei. Gleichzeitig drohte sie an, Teams nachträglich zu disqualifizieren, sollten sie das System weiter einsetzen. Daraufhin verzichtete Renault auf den Einsatz der Dämpfer für den Großen Preis von Deutschland. Für den Großen Preis von Ungarn war der Einsatz wieder erlaubt, bis das System im August 2006 endgültig verboten wurde.

## Fahrzeug-Daten
- Länge: 4,80 m
- Breite: 1,80 m
- Höhe: 0,95 m
- Achsabstand: 3,10 m
- Leistung: 775 PS / 578 kW
- Hubraum: 2,4 Liter
- Anzahl der Gänge: 7-Gang-Halbautomatik
- Gewicht: 605 kg

## Piloten
Renault hielt zur Saison 2006 an dem Fahrerduo Fernando Alonso aus Spanien und Giancarlo Fisichella aus Italien fest.

## Lackierung und Sponsoring
Der R26 ist überwiegend in Hellblau und Gelb lackiert. Überdies gibt es dunkelblaue Farbakzente, beispielsweise am Frontflügel und Heckflügel. Es werben Elf, Hanjin, Michelin, Mild Seven und Telefonica dem Fahrzeug.

## Saisonverlauf
In der ersten Saisonhälfte erzielte das Team sieben Grand-Prix-Siege und sechs Pole-Positions und konnte sich somit in der Fahrer- und Konstrukteurswertung einen Vorsprung erarbeiten. Die zweite Saisonhälfte wurde vor allem von Ferrari dominiert.
Fernando Alonso wurde wie im Vorjahr Fahrerweltmeister (134 Punkte), Renault (206 Punkte) gelang es erfolgreich den Konstrukteurstitel zu verteidigen.

## Ergebnisse
| Fahrer               | Nr.                  | 1   | 2 | 3 | 4 | 5 | 6 | 7 | 8 | 9 | 10 | 11 | 12 | 13  | 14 | 15  | 16 | 17 | 18 | Punkte | Rang |
| -------------------- | -------------------- | --- | - | - | - | - | - | - | - | - | -- | -- | -- | --- | -- | --- | -- | -- | -- | ------ | ---- |
| Formel-1-Saison 2006 | Formel-1-Saison 2006 |     |   |   |   |   |   |   |   |   |    |    |    |     |    |     |    |    |    | 206    | 1.   |
| F. Alonso            | 01                   | 1   | 2 | 1 | 2 | 2 | 1 | 1 | 1 | 1 | 5  | 2  | 5  | DNF | 2  | DNF | 2  | 1  | 2  | 206    | 1.   |
| G. Fisichella        | 02                   | DNF | 1 | 5 | 8 | 6 | 3 | 6 | 4 | 4 | 3  | 6  | 6  | DNF | 6  | 4   | 3  | 3  | 6  | 206    | 1.   |

| Legende  | Legende            | Legende                                                          |
| Farbe    | Abkürzung          | Bedeutung                                                        |
| -------- | ------------------ | ---------------------------------------------------------------- |
| Gold     | –                  | Sieg                                                             |
| Silber   | –                  | 2. Platz                                                         |
| Bronze   | –                  | 3. Platz                                                         |
| Grün     | –                  | Platzierung in den Punkten                                       |
| Blau     | –                  | Klassifiziert außerhalb der Punkteränge                          |
| Violett  | DNF                | Rennen nicht beendet (did not finish)                            |
| Violett  | NC                 | nicht klassifiziert (not classified)                             |
| Rot      | DNQ                | nicht qualifiziert (did not qualify)                             |
| Rot      | DNPQ               | in Vorqualifikation gescheitert (did not pre-qualify)            |
| Schwarz  | DSQ                | disqualifiziert (disqualified)                                   |
| Weiß     | DNS                | nicht am Start (did not start)                                   |
| Weiß     | WD                 | zurückgezogen (withdrawn)                                        |
| Hellblau | PO                 | nur am Training teilgenommen (practiced only)                    |
| Hellblau | TD                 | Freitags-Testfahrer (test driver)                                |
| ohne     | DNP                | nicht am Training teilgenommen (did not practice)                |
| ohne     | INJ                | verletzt oder krank (injured)                                    |
| ohne     | EX                 | ausgeschlossen (excluded)                                        |
| ohne     | DNA                | nicht erschienen (did not arrive)                                |
| ohne     | C                  | Rennen abgesagt (cancelled)                                      |
| ohne     | keine WM-Teilnahme |                                                                  |
| sonstige | P/fett             | Pole-Position                                                    |
| sonstige | 1/2/3/4/5/6/7/8    | Punktplatzierung im Sprint-/Qualifikationsrennen                 |
| sonstige | SR/kursiv          | Schnellste Rennrunde                                             |
| sonstige | *                  | nicht im Ziel, aufgrund der zurückgelegten Distanz aber gewertet |
| sonstige | ()                 | Streichresultate                                                 |
| sonstige | unterstrichen      | Führender in der Gesamtwertung                                   |